# Azerbeidzjan op het Junior Eurovisiesongfestival

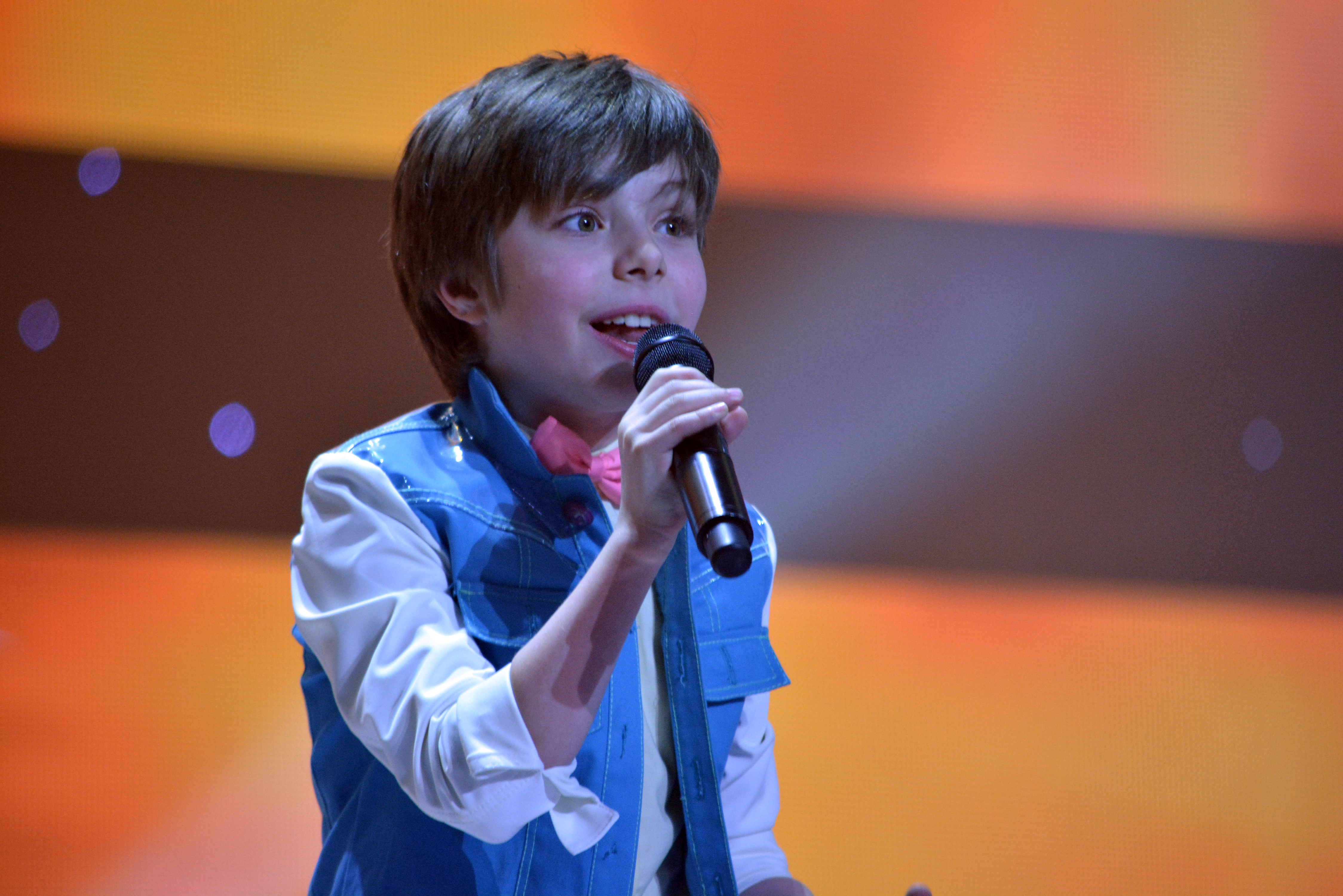
Rüstəm Kərimov op het Junior Eurovisiesongfestival 2013 in Kiev

Azerbeidzjan  heeft tot op heden vier keer deelgenomen aan het Junior Eurovisiesongfestival.

## Geschiedenis
Het debuut van Azerbeidzjan op het Junior Eurovisiesongfestival vond plaats tijdens de editie van 2012. Het land had oorspronkelijk al willen debuteren in 2008, maar omdat de omroep toen te weinig kandidaten voor de selectieronde kon vinden annuleerde Azerbeidzjan zijn deelname. Vier jaar later lukte het de omroep wel om kandidaten te vinden. De eerste inzending van het land werd het duo Ömər & Suada, dat in Amsterdam aantrad met het nummer Girls and boys (dünya sənindir). Hiermee strandde Azerbeidzjan op de elfde en een-na-laatste plaats.
In 2013 werd Azerbeidzjan vertegenwoordigd door Rüstəm Kərimov met het liedje Me and my guitar. Deze inzending werd vooraf tot de favorieten gerekend, maar Kərimov werd slechts zevende. De teleurstellende resultaten deden Azerbeidzjan in 2014 besluiten om zich van het Junior Eurovisiesongfestival terug te trekken. Een terugkeer kwam er uiteindelijk in 2018. De zestiende plaats van deelneemster Fidan Hüseynova was echter evenmin erg succesvol. 
Na een terugtrekking van twee jaar, behaalde het land in 2021 met Sona Əzizova het tot dan beste resultaat, namelijk een vijfde plaats. Het jaar nadien werd het festival in Armenië georganiseerd, waardoor Azerbeidzjan zich genoodzaakt zag om zich weer terug te trekken van het festival. Sindsdien is het land niet meer verschenen op het festival. 

## Azerbeidzjaanse deelnames
| Jaar | Artiest         | Lied                            | Plaats | Punten | Taal                     |
| ---- | --------------- | ------------------------------- | ------ | ------ | ------------------------ |
| 2012 | Ömər & Suada    | Girls and boys (dünya sənindir) | 11     | 49     | Azerbeidzjaans en Engels |
| 2013 | Rüstəm Kərimov  | Me and my guitar                | 7      | 66     | Azerbeidzjaans en Engels |
| 2018 | Fidan Hüseynova | I wanna be like you             | 16     | 47     | Azerbeidzjaans en Engels |
| 2021 | Sona Əzizova    | One of those days               | 5      | 151    | Azerbeidzjaans en Engels |
| 2025 |                 |                                 |        |        |                          |

| Kleur | Betekenis      |
| ----- | -------------- |
|       | Eerste plaats  |
|       | Tweede plaats  |
|       | Derde plaats   |
|       | Laatste plaats |
|       | Gastland       |

## Gegeven en gekregen punten
| Plaats | Land        | Punten |
| ------ | ----------- | ------ |
| 1      | Rusland     | 38     |
| 2      | Georgië     | 25     |
| 3      | Oekraïne    | 23     |
| 3      | Wit-Rusland | 23     |
| 5      | Kazachstan  | 16     |
| 5      | Malta       | 16     |

| Plaats | Land     | Punten |
| ------ | -------- | ------ |
| 1      | Georgië  | 28     |
| 2      | Oekraïne | 27     |
| 3      | Rusland  | 20     |
| 4      | Albanië  | 17     |
| 5      | Italië   | 16     |

## Twaalf punten
(Een vetgedrukte editie betekent dat het land die editie won.)
| Aantal | Land    | Edities                  |
| ------ | ------- | ------------------------ |
| 3      | Rusland | 2013, 2018 (J), 2021 (J) |
| 1      | Albanië | 2012                     |

| Aantal | Land     | Edities  |
| ------ | -------- | -------- |
| 1      | Italië   | 2021 (J) |
| 1      | Oekraïne | 2021 (J) |

2012 · 2013 · 2014-2017 · 2018 · 2019-2020 · 2021 · 2022-2024